# Richard Baxter
Richard Baxter (Rowton, 12 novembre 1615 – Londra, 8 dicembre 1691) è stato un religioso britannico.
Predicatore puritano molto celebre sotto il regno di Carlo I d'Inghilterra; raggiunse ulteriore notorietà con l'autobiografia Reliquiae Baxterianae, che conteneva tra l'altro note di interesse storiografico.
Dopo vari anni di ministero la sua reputazione di ministro si affermò a Kidderminster, dove cominciò una lunga e prolifica produzione di scritti teologici. Dopo la Restaurazione rifiutò di essere promosso, mantenendo allo stesso tempo un approccio presbiteriano non separatista e divenne uno dei più influenti esponenti dei nonconformisti, cosa che gli costò la detenzione in carcere.

## Primi anni ed educazione
Baxter nacque a Rowton, Shropshire, nella casa di suo nonno materno (probabilmente il 12 novembre 1615), e fu battezzato nella sua parrocchia di appartenenza di High Ercall. Nel febbraio del 1626 tornò alla casa dei suoi genitori a Eaton Constantine. 
All'inizio l'educazione di Richard fu affidata principalmente al clero locale che non era molto istruito, di conseguenza il suo livello di istruzione era assai 
scarso. A un certo punto fu aiutato da John Owen (teologo), maestro della scuola gratuita di Wroxeter, dove studiò dal 1629 to 1632 e dove fece un discreto progresso in latino. Dietro consiglio di Owen, Baxter non proseguì gli studi alla Università di Oxford (cosa di cui Baxter si pentì in seguito), ma andò invece a Ludlow per studiare sotto il tutorato di Richard Wickstead, amico di John Owen e cappellano del castello.
Nel 1633, Baxter andò a Londra sotto il patronato di Sir Henry Herbert, Maestro dei Revels alla corte di Carlo I. Joseph Symonds e Walter Cradock, due devoti 
ministri Puritani a Londra, dove però rimase solo quattro settimane, comunque un periodo sufficiente a destare nuovamente in lui la simpatia per il nonconformismo. 
Insoddisfatto dalla vita mondana di Londra e desideroso di prendersi cura della sua madre malata, ritornò a casa nel 1634. Sua madre morì nel Maggio del 1635 e 
Baxter passò i quattro anni successivi studiando teologia in privato, in particolare quella degli scolastici, tra cui Aquino, Scotus e Ockham.

## Primi anni di ministero, 1638–1660

### Dudley e Bridgnorth
Nel 1638, Baxter fu ordinato diacono da John Thornborough, l'anziano vescovo di Worcester. Per nove mesi servì come maestro della scuola fondata a Dudley, dove vi era un forte movimento nonconformista. Nel 1639, divenne assistente ministro a Bridgnorth nello Shropshire, dove rimase circa due anni e dove sviluppò un profondo apprezzamento per il nonconformismo.
A un certo punto egli cominciò a dissentire dalla chiesa anglicana su varie questioni e divenne un moderato nonconformista per il resto della sua vita.

### Kidderminster
Nel 1641, Baxter divenne curato a Kidderminster, dove il suo ministero continuò, con molte interruzioni, per circa 19 anni; durante quegli anni Baxter mise in atto diverse riforme a Kidderminster e dintorni. Egli costituì un'associazione dei ministri del luogo, indipendentemente dalla loro denominazione di Presbiteriani, Episcopali e Indipendenti. 

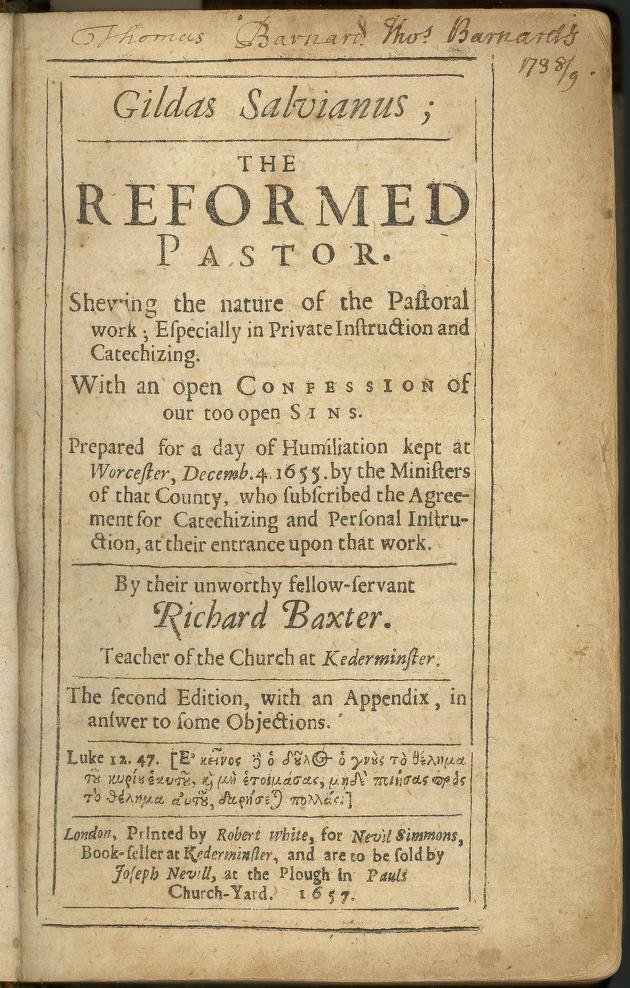
Frontespizio di una edizione di The Reformed Pastor del 1657.

Nel libro The Reformed Pastor, (Il Pastore Riformato) Baxter descrisse le attività pastorali che egli mise in atto specialmente in quel periodo.

### La Guerra Civile Inglese
Quando iniziò la Prima Guerra Civile Inglese, Baxter condannò entrambe le fazioni e raccomandò la protesta; tuttavia, il Worcestershire era una contea realista, per cui egli dovette ritirarsi per un certo periodo a Gloucester. 
Nei primi anni della Guerra Civile, Baxter supportò - e in alcune occasioni accompagnò l'esercito Parlamentare. Egli predicò dinanzi a Cromwell, ma era a disagio con la tolleranza dei separatisti da parte del Protettore.
Sebbene fosse solo uno sporadico "conformista", Baxter preferiva far parte di una chiesa istituzionale e si oppose alla Lega e Patto Solenne del 1643. Egli credeva anche che le tendenze antinomiche di alcuni dei soldati e predicatori, come Tobias Crisp e John Saltmarsh, erano contrarie alla vita pratica cristiana. 
I loro insegnamenti lo spinsero a scrivere Aphorisms of Justification (Aforismi di giustificazione) (1649), in cui egli promosse una combinazione di divina grazia e cooperazione umana nella giustificazione.
Nel 1647 Baxter fu ammalato per un lungo periodo. Egli trascorse il periodo di convalescenza nella casa nel Worcestershire di Sir Thomas e Lady Rouse, dove scrisse la prima parte di The Saints' Everlasting Rest. (L'eterno riposo dei santi)(1650).
In seguito disse che aveva scritto quell'opera come un lavoro d'amore mentre "guardava la morte dritta in faccia e allo stesso tempo godeva della sufficiente grazia di Dio". 
Durante quel periodo, sebbene fosse debilitato dalla malattia, Baxter promosse una vigorosa campagna per l'istituzione di una nuova Università nello Shrewsbury, ma la mancanza di fondi non rese possibile questo progetto.

### Ritorno a Kidderminster
Dopo essersi rimesso, Baxter tornò a Kidderminster, dove si concentrò nello scrivere. “I miei scritti sono la mia occupazione principale", scrisse nelle Reliquiae Baxteriane (p. 85), mentre "predicare e prepararmi per le prediche non erano che il mio svago".

## Ministero dopo la Restaurazione, 1660–1691

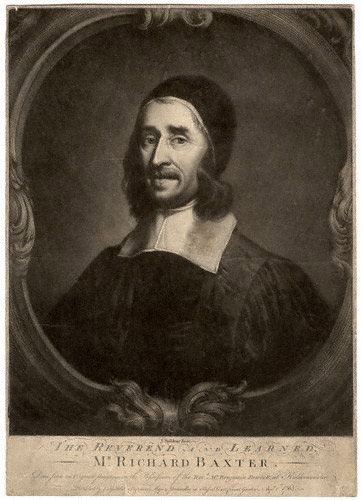
Incisione del XVII secolo raffigurante Richard Baxter, basata su un ritratto del XVII secolo dipinto da John Riley.

Dopo la Restaurazione del 1660, Baxter, che aveva contribuito a quell'evento, si stabilì a Londra, dove spesso predicò a San Dunstan e insegnava a Pinner's Hall e Fetters Lane. Alla conferenza di Savoy (1661) egli presentò mozioni (che però non ebbero successo) per una forma di vescovato secolare e sinodale concepita dall'Arcivescovo James Ussher (1581-1656) e per una revisione puritana del Prayer Book. Nel 1662, quando fu emanato l'[Atto di uniformità del 1662|Atto di 
uniformità], Baxter fu espulso dalla Chiesa Anglicana . Egli continuò a predicare per il resto della sua vita dove poteva, ma senza che avesse una sua propria 
congregazione.
Dopo essere stato espulso, quando aveva quasi cinquant'anni, Baxter sposò una delle sue convertite, Margaret Charlton, che aveva poco più di vent'anni. L'affezione di Baxter per lei e la devozione di lei sono descritti nel Compendio della vita di Mrs. Margaret Baxter (1681). In quell'opera Baxter scrive che egli "non conobbe nessuno pari a lei" in teologia pratica, perché lei era "più abile a risolvere un caso di coscienza che non molti teologi io abbia mai conosciuto"

### Problemi legali
Dal 1662 fino all'indulgenza del 1687, la vita di Baxter fu continuamente affetta da persecuzioni di vari tipi. Si ritirò ad Acton nel Middlesex, per condurre quietamente i suoi studi. Fu imprigionato almeno tre volte per aver predicato e non riprese più una carica pastorale; gli furono perfino tolti i suoi libri. La sua risposta fu, "Mi sono reso conto che ero verso la fine sia del lavoro sia della vita che necessitavano libri, allora li ho lasciati andare tutti così facilmente". Una volta gli fu confiscato addirittura il letto sul quale giaceva malato.
Dopo che Giacomo II salì al trono nel 1685, Baxter fu accusato di attaccare l'episcopato nella Parafrasi del Nuovo Testamento e fu portato dinnanzi il Lord Capo di Giustizia Jeffreys. 
Jeffreys accusò Baxter di comportamento sedizioso, chiamandolo "un vecchio furfante che ha avvelenato il mondo con la sua dottrina di Kidderminster”. Jeffreys 
continuò con l'esclamare, “Questo cane presuntuoso, testardo e fanatico - che non si è conformato quando egli avrebbe preferito farlo; impiccatelo!”. Il vescovo di Londra intervenne e a Baxter fu risparmiata la fustigazione pubblica, sebbene rimase in detenzione per altri cinque mesi.

## Ultimi scritti e ultimi anni
Dopo l'Atto di tolleranza del 1689 visse pacificamente I suoi ultimi giorni li trascorse nei piacevoli dintorni di Charerhouse Square dove occasionalmente predicava a grandi folle, ma passò gran parte del suo tempo scrivendo. In questo periodo scrisse trattati maggiori come Christian Directory (Compendio Cristiano), Methodus Theologiae Christianae oltre a più di 150 altre lettere e saggi mai pubblicati.

## Teologia
Le opere di Baxter sono uno strano mix teologico. Egli era uno dei pochi puritani le cui dottrine dei decreti di Dio, dell'espiazione e della giustificazione erano tutto fuorché riformate. Sebbene egli a livello generale strutturasse la sua teologia su linee di pensiero riformate, egli spesso pendeva verso il pensiero 
arminiano. Egli sviluppò la sua propria teoria di redenzione universale, cosa che offendeva i Calvinisti. Baxter rigettava la dottrina della riprovazione. Era 
largamente influenzato dagli amiraldiani e incorporava gran parte del loro pensiero, tra cui un ipotetico universalismo, il quale insegna che Cristo ipoteticamente morì per tutti gli uomini, anche se l'atto espiatorio è di beneficio solo per quelli che credono. Per Baxter, la morte di Cristo era più una sorta di soddisfazione legale della legge piuttosto che una morte sostitutiva e personale per conto di peccatori eletti.
L'approccio di Baxter alla giustificazione è stato chiamato neonomianismo (cioè, "nuova legge"; egli disse che Dio ha istituito una nuova legge che offre perdono ai trasgressori pentiti della legge antica. Fede e pentimento - le nuove leggi che debbono essere obbedite - diventano la giustezza personale e salvatrice del 
peccatore che è sostenuta dalla grazia che salvaguarda.
Pertanto la soteriologia di Baxter è amirildiana, con l'aggiunta della dottrina arminiana della "nuova legge". 
Queste dottrine comunque non emergono molto nella maggior parte degli scritti religiosi di Baxter, che sono principalmente mirati a incoraggiare la santificazione dell'individuo piuttosto che insegnare teologia.
Il sociologo Max Weber nel suo famoso L'etica protestante e lo spirito del capitalismo si è servito di alcune idee espresse nella Christian Directory per illustrare la sua tesi generale secondo la quale l'etica puritana è stata alla base dello sviluppo della mentalità capitalista all'alba della modernità nordeuropea.
L'importanza e il riconoscimento di Baxter da parte dell'intera comunità cristiana, stanno nella sua fervente attività evangelizzatrice, oltre a una dedizione 
totale verso la cura pastorale e la santificazione dei fedeli.